# Loudéac
Die französische Gemeinde Loudéac (bretonisch Loudieg) mit 9.875 Einwohnern (Stand 1. Januar 2022) liegt im Zentrum der Bretagne im Süden des Départements Côtes-d’Armor mit gleichen Entfernungen zum Ärmelkanal und zum Golf von Morbihan.

## Daten
- Bürgermeister: Gérard François Huet (* 10. Dezember 1947)
- Adresse der Stadtverwaltung: Mairie de Loudéac, Hôtel de ville, 20 rue Notre Dame, 22600 Loudéac

„Loudéac (spr. ludeáck), Arrondissementshauptstadt im franz. Departement Côtes du Nord, an der Eisenbahn von St.-Brieuc nach Pontivy, hat Fabrikation von Leinwand, bedeutenden Handel mit Äpfeln zur Ciderbereitung und (1886) 2165 Einw.“

| Jahr      | 1793  | 1800  | 1901  | 1946  | 1968  | 1975  | 1982  | 1990  | 1999  | 2009  | 2011  |
| --------- | ----- | ----- | ----- | ----- | ----- | ----- | ----- | ----- | ----- | ----- | ----- |
| Einwohner | 6.594 | 6.096 | 5.782 | 5.876 | 7.212 | 9.150 | 9.729 | 9.820 | 9.371 | 9.991 | 9.733 |

## Lage
Loudéac ist in eines der größten zusammenhängenden Waldgebiete des Départements Côtes-d'Armor eingebettet. Als einstmals uneinnehmbarer Zufluchtsort von Räuberbanden spielte der Wald auch eine Rolle während des Zweiten Weltkriegs. Kämpfe von örtlichen Widerstandskämpfern gegen die deutschen Besatzer im Laufe des Sommers 1944 kosteten viele Menschenleben.

## Wirtschaft
Loudéac war traditionell von der Landwirtschaft geprägt. Als wichtiges Handelszentrum erlebte es am Anfang des 20. Jahrhunderts einen lebhaften Aufschwung. In den letzten Jahrzehnten des 20. Jahrhunderts vollzog sich durch die Ansiedlung von Handwerk und Industrie ein Strukturwandel. Dominierende Branchen sind landwirtschaftlichen Bezugsgenossenschaften, das Transportwesen, Metallbau, Futtermittelherstellung, Herstellung von Angelködern und die Gebäckherstellung.

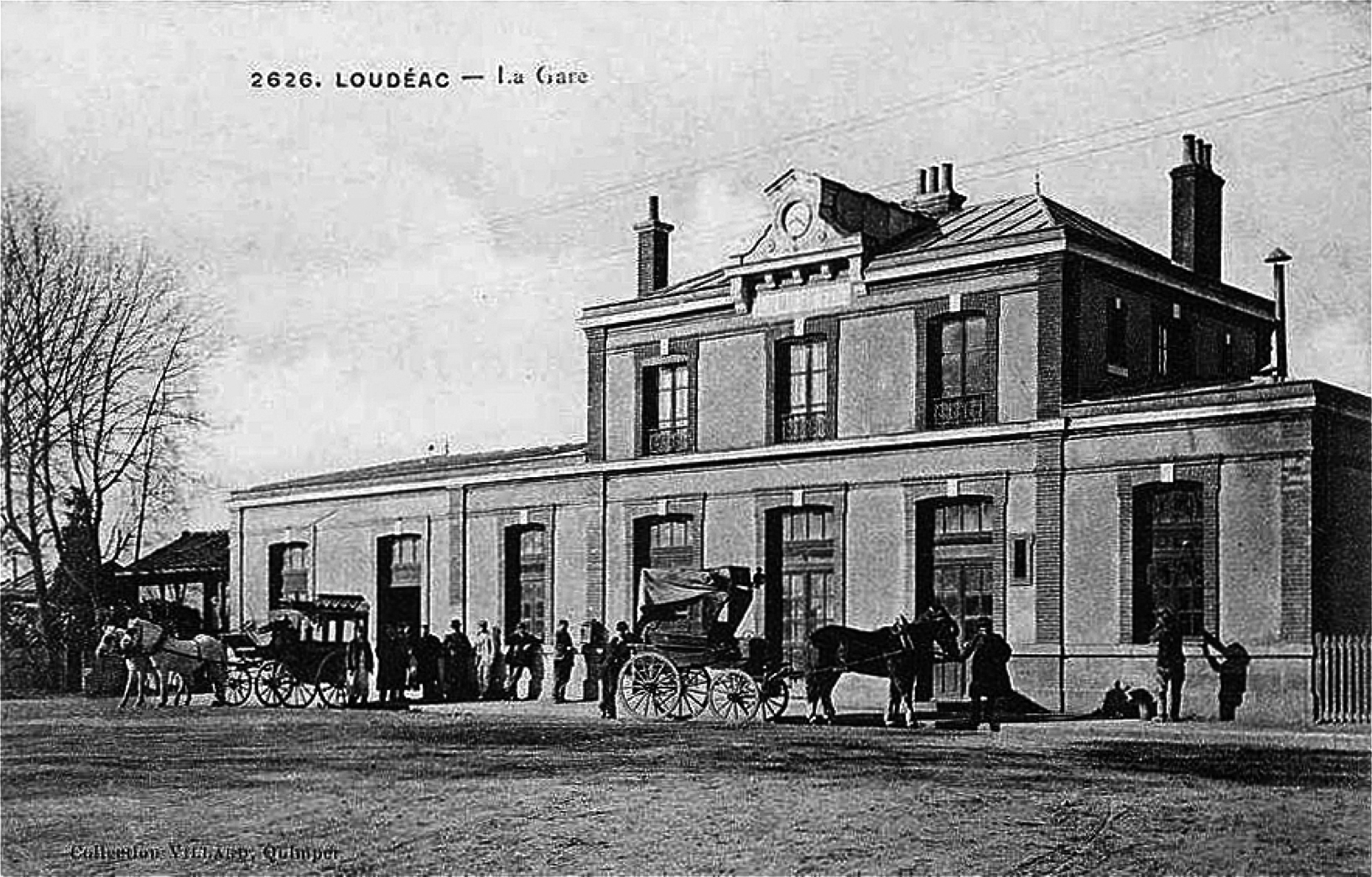
Bahnhof Loudéac um 1900

Loudéac war ein kleiner Bahnknoten, hier traf die Bahnstrecke Saint-Brieuc–Pontivy auf das Netz der Réseau Breton. Heute ist noch die Strecke Richtung Saint-Brieuc in Betrieb.

## Kultur und Sehenswürdigkeiten

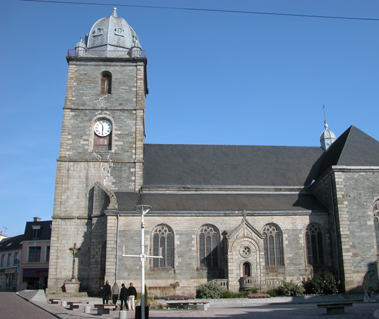
Kirche Saint-Nicolas

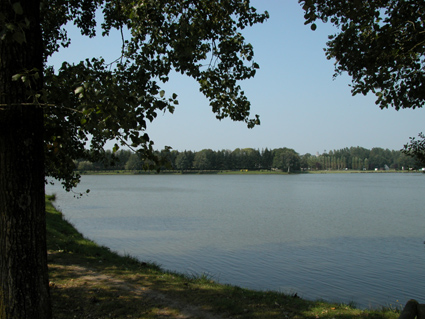
Erholungspark Pont-es-Bigots

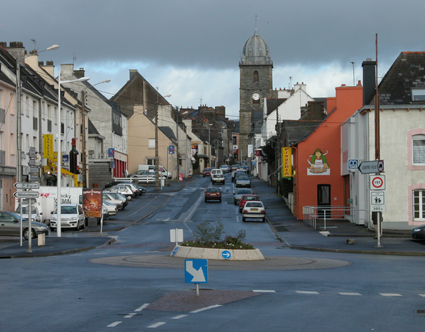
Hauptstraße (Rue de Pontivy)

- Die Kirche St. Nicolas wurde ab 1758 in mehreren Abschnitten in 45 Jahren von dem Baumeister Jean Gueno du Chesne nach Plänen des Architekten Béchet des Ormeaux aus Rennes erbaut und ersetzte eine frühere Kirche an diesem Platz. Das Ensemble des Bauwerkes ist geprägt durch den Geist der „siegreichen Kirche“, der hohe dreistöckige Schieferturm dominiert die Umgebung von Loudéac. Er wurde 1733–1746 noch vor der neuen Kirche erbaut und ist teils angelehnt an die Ruine des Schlosses von Olivier V. de Clisson, dessen Überreste noch heute in La Chèze sichtbar sind. Der Turm wurde während des Zweiten Weltkrieges durch die deutschen Truppen als Beobachtungspunkt genutzt. Zahlreiche Inschriften in der Zinkverkleidung zeugen noch heute davon.
Zur reichen Ausstattung der Kirche gehören eine Madonnenfigur mit Kind (Vierge couronnée à l'enfant), die eines der seltenen Beispiele für normannischen Einfluss in der Kunst der Bretagne ist, zahlreiche Heiligenfiguren, Kirchenfenster aus dem 18. Jahrhundert und – als Beispiele der Volkskunst – Kirchenfahnen, die früher bei Prozessionen getragen wurden. Der Chor und die Altäre (darunter der baldachingekrönte Hochaltar in Holz und Marmor) wurden ab 1763 von Yves Corlay, Bildhauer aus Châtelaudren, geschaffen und nach dessen Tod von seinem Schwiegersohn Julien Heurtault bis 1778 vollendet. Die Orgel von 1854 wurde im Jahr 1988 unter Denkmalschutz gestellt.
- Außerhalb der Stadt an der Straße Richtung Rennes liegt der 16 Hektar große kommunale Erholungspark „Pont-es-Bigots“, der zur Hälfte aus einem vom Fluss Larhon aufgestauten See besteht und dem ein 2-Sterne-Campingplatz sowie Sporteinrichtungen wie Tennisplätze, Volleyballfeld, Boule-Platz, Trimm-Pfad, Kinderspielplatz und Golfübungsplatz angegliedert sind. In der Hauptsaison finden dort zahlreiche Veranstaltungen wie Ferienlager, Wassersport, Angelwettbewerbe und Angelkurse für Fliegenfischen statt.
- Der große Wald von Brocéliande bedeckt einen Großteil der heutigen Bretagne. Der Sage nach wohnten der Zauberer Merlin und die Fee Viviane in diesem Wald, und durch sein dichtes Unterholz regte er auch zahlreiche andere Sagen um mysteriöse Gestalten an. Der Wald wurde 1987 durch einen Orkan schwer in Mitleidenschaft gezogen. Die Waldfläche beträgt 2500 Hektar, davon sind 1300 Hektar Stadtwald. Der Wald erstreckt sich bis auf die Nachbargemeinden La Motte und La Prenessaye. Durch den vom Forstamt um den See "14 sous" herum angelegten botanischen Wanderweg und geführte thematische Wanderungen während der Saison ist der Wald auch touristisch erschlossen.
- Eine ehemalige Bahnlinie (Réseau Breton), die früher Carhaix mit La Brohinière verband, folgt dem Lauf des Flüsschens Lié und ist als Weg für Wanderer, Reiter und Radfahrer geeignet.
- Bereits seit 1769 durch die bretonischen Staaten geplant, wurde der Kanal von Nantes nach Brest in den Jahren 1824 bis 1832 realisiert. Die Vorarbeiten endeten auf dem Hügel Hilvern (125 m Höhe). Um in die Täler der Oust und der Blavet zu gelangen, zwang dieses natürliche Hindernis zum Bau eines Durchlasses an diesem höchsten Punkt, um zusätzliches Wasser für die beiden Täler zu erhalten. Der zu diesem Zweck geschaffene Bach Hilvern mit einer Länge von 64 km (47 km im Département Côtes-d’Armor und 17 km im Département Morbihan) und einem Gefälle von 3 cm auf 100 m ist einzigartig in Frankreich.
- Das im Frühjahr 1989 eröffnete Kongress- und Kulturzentrum von Loudéac ist im Stil klassischer Architektur gehalten. Lokale kulturelle Veranstaltungen und das örtliche Vereinsleben finden dort ebenso statt wie regionale Veranstaltungen, Seminare und Generalversammlungen von Unternehmen auf nationaler und internationaler Ebene. Das Saal ist mit 815 Sitzplätzen ausgestattet, davon 620 versenkbare im Erdgeschoss. Die Garderoben und Aufenthaltsräume für Künstler umfassen eine Fläche von 230 m². Ein im oberen Bereich eingerichteter Regieraum betreut Beschallung, Beleuchtung und Bildprojektion.
- Die Stadtbücherei bietet den Bürgern von Loudéac unter anderem eine Vielzahl von Lesungen und regelmäßige Treffen, auch in Zusammenarbeit mit den Schulen. Die 2000 Leser aus Loudéac und Umgebung sowie ein großer Kreis von Schülern zählen zum Kundenstamm der Bücherei. Ihnen stehen 30.000 Ausgaben zur Verfügung, 80.000 werden künftig per Computer bereitstehen. Der Kauf von Computern, ausgestattet mit CD-ROM-Laufwerken, soll den Zugang zu neuen Medien ermöglichen.

### Sprache und Tradition
Seit einigen Jahrzehnten erlebt die einheimische keltische Sprache (Bretonisch) einen gewissen Aufschwung, nachdem die Zahl ihrer Sprecher von 1950 bis 2000 von ca. 1,2 Millionen auf 200.000 gefallen war. In der Gegend um Loudéac wurde sie schon in der frühen Neuzeit durch einen romanischen Dialekt mit bretonischen Einflüssen, das Gallo ersetzt, das heute seinerseits vom Französischen verdrängt wird. Die Region Loudéac fördert die Inhalte der einheimischen Kultur in all ihren Formen und Traditionen. Die Loudéacer Gesangsgruppe Les Chantous de Loudia pflegt seit über 30 Jahren die mündliche Überlieferung dieser Tradition. Als Botschafter in historischen Kostümen und mit für die Region Pays de Loudia typischen Tänzen, zeigt sich die örtliche Folkstanzgruppe Le Cercle Celtic (Der keltische Kreis) regelmäßig bei Festen und regionalen Veranstaltungen und organisiert auch gut besuchte Tanzkurse. In La Chèze und Umgebung findet jährlich ein großes populäres Musik- und Gesangsfestival statt.

### Veranstaltungen
- Jährlich am zweiten Sonntag im August finden sich über 200 Arbeitspferde bespannt oder unbespannt in Loudéac ein, um das Fest des Pferdes zu begehen. Gezeigt werden Ausfahrten, aber auch Ernte- und Arbeitseinsatz der Kaltblüter sowie alte Handwerkskünste. Diese in der Bretagne einzigartige Veranstaltung zieht jährlich tausende Zuschauer an.
- Die Passionsspiele, ein religiöses Volkstheater, wurden von Vikar Robin, der von 1898 bis 1941 in Loudéac tätig war, ins Leben gerufen und erstmals am 29. März 1914 aufgeführt. 250 ehrenamtliche Helfer, darunter 130 Schauspieler, spielen den Passionsweg, den Tod und die Auferstehung von Christus in neun Akten und mit sechs Bildtafeln im Sinne der mittelalterlichen Tradition nach. An den vier Sonntagen vor Ostern verwandeln die Bühnenbilder und die Dekorationen das Kongress- und Kulturzentrum in eine grandiose Rekonstruktion von Jerusalem. Seit der ersten Aufführung haben mehr als 300.000 Zuschauer an diesem kulturellen Ereignis in der Bretagne teilgenommen.
- Der im Jahr 1879 gegründete Pferderennverein veranstaltet jährlich zwischen März und Mai fünf Rennen. Das bedeutsamste Rennen, an dem Rennsportler aus ganz Westfrankreich teilnehmen, findet am Ostersonntag und Ostermontag statt.
- Die Loudéacer Handels- und Gewerbemesse wurde erstmals im Mai 1990 auf dem Gelände der Pferderennbahn (Hippodrome de Calouët) durchgeführt und findet seitdem alle zwei Jahre statt. Ursprünglich im Monat Mai abgehalten, wurde der Termin aus organisatorischen Gründen auf den Monat Oktober verlegt.

## Städtepartnerschaften
Die Städtepartnerschaft zwischen Loudéac und Büdingen wurde am 28. Mai 1983 von den damaligen Bürgermeistern der beiden Städte, Yves Ropers (†) und Eberhard Bauner (†), begründet. 1982 besuchte eine offizielle Delegation aus Büdingen Loudéac, um erste Kontakte zur Begründung der Städtepartnerschaft zu knüpfen. Ziel war die Aussöhnung der Völker untereinander, die Pflege und Förderung des europäischen Gedankens, die Förderung von Kontakten der Vereine der beiden Partnerstädte untereinander, die Pflege persönlicher Kontakte der Bevölkerung und die Förderung des kulturellen Austausches. Die Beziehungen sind auch heute noch von Leben erfüllt.  Der „Rond-point de Büdingen“ in Loudéac, geziert von einem Sandsteinskulptur der Büdinger Steinmetzin Ulrike Degenhard, ist ein Zeichen der gelebten Verbundenheit. Der zentrale Kreisverkehr in Büdingen trägt seit 1986 zu Ehren der 1050 km entfernten Partnerstadt den Namen „Loudéac-Platz“.

## Persönlichkeiten
- Jeanne Malivel, Malerin und Bildhauerin (* 15. April 1895 in Loudéac; † 1926 in Rennes). Als Schülerin der Akademie Juillard in Paris entdeckte sie bereits früh ihre Leidenschaft am Zeichnen. Sie war eine Beraterin der Bewegung „Seiz Breur“ (bretonisch für „sieben Brüder“), in der sich in den 1920er Jahren in Paris lebende bretonische Künstler zusammengeschlossen hatten, und schuf selbst Glas-, Keramik-, Porzellan und Aquarellarbeiten.
- Henri Gasse (* 23. April 1907), Mediziner
- Madeleine Marzin (1908–1998), Politikerin (PCF), wurde in Loudéac geboren.
- Marylise Lebranchu (* 25. April 1947 in Loudéac), Politikerin (PS), französische Justizministerin 2000–2002
- Laurent Le Boulc’h (* 4. September 1960 in Loudéac), Erzbischof von Lille
- Nolann Mahoudo (* 2002), Radrennfahrer
- Helmut Schnierle aus Büdingen ist Ehrenbürger Loudéacs.